# روجر كوك
روجر كوك (بالإنجليزية: Roger Cook)‏ هو سياسي أسترالي، ولد في 20 أغسطس 1965 في أستراليا. حزبياً، نشط في حزب العمال الأسترالي. وقد انتخب عضو الجمعية التشريعية لأستراليا الغربية.